# Hr. Petit
Hr. Petit er en dansk film fra 1948.
- Manuskript Alice Guldbrandsen.
- Instruktion Alice O'Fredericks.

Blandt de medvirkende kan nævnes:
- Sigfred Johansen
- Grethe Holmer
- Tavs Neiiendam
- Randi Michelsen
- Karin Nellemose
- Inge Hviid-Møller
- Tove Bang
- Lisbeth Movin
- Betty Helsengreen
- Betty Söderberg
- Lily Broberg
- Jessie Rindom
- Preben Lerdorff Rye